# Ione (Oregon)
Ione è una città degli Stati Uniti d'America situata nell'Oregon, nella Contea di Morrow.